# Svatý rok 1775
Jubilejní Svatý rok 1775 (18. řádné univerzální jubileum), který navázal na předchozí řadu Svatých roků, byl vyhlášen 30. dubna 1774 bulou Salutis Nostrae Auctor. Papež Klement XIV., který toto jubileum vyhlásil, se již jeho zahájení nedožil, ale 22. září téhož roku zemřel přirozenou smrtí.
Pius VI. byl zvolen papežem 15. února 1775 a o několik dní později, 26. února, slavnostně zahájil Svatý rok, který nemohl být zahájen jako obvykle na Štědrý den, protože papežský stolec byl neobsazen.

## PrůběhSvatého roku 1775

### Vyhlášení
Poslední Svatý rok před výbuchem Velké francouzské revoluce se konal v napjatém ovzduší. Na nátlak vládců takzvaných starých katolických zemí byl zrušen jezuitský řád. V roce 1758 byli násilím vyvezeni z Portugalska na popud markýze Sebastião José de Carvalho e Melo de Pombal, který dal zkonfiskovat všechen majetek řádu, šest let nato odhlasoval i francouzský parlament podobná opatření, což bylo jen signálem pro ostatní španělské státy a italská království, ovládaná Bourbonským rodem, i pro Marii Terezii v rakouském soustátí. 23. 7. 1773 zrušil na nátlak katolických evropských mocnářů celý řád i papež Klement XIV.
Tento mocný nátlak na slabého papeže zřejmě otřásl celým jeho nitrem. Vyhlásil sice Svatý rok, který se měl konat v roce 1775, na svátek Nanebevstoupení Páně předešlého roku, ale jeho zdravotní stav se stále zhoršoval. Zvláště duševní síly jej opouštěly, takže nebyl psychicky schopen Svatý rok připravit. Stačí uvést svědectví svatého Alfonse z Liguori v jeho dopise z 2. června 1774, psaném P. Villanovi: „Zprávy z Říma jsou stále horší. To, co mi svěřil monsignor Rosseri, je k pláči. Papež je nesmírně smutný, neustále se zavírá, téměř nikoho k sobě nepouští a už se o nic nestará.“
Tato těžká melancholie patrně urychlila konec jeho života, který nastal 22. září 1774. Volba jeho nástupce se protáhla na 134 dní. Proto o Vánocích 1775 nebylo papeže, který by otevřel Svatou bránu. Ale poněvadž Svatý rok byl vyhlášen, do Říma už přicházeli poutníci, navštěvovali předepsaným způsobem baziliky, ale místo aby procházeli Svatými branami, líbali jen kříže umístěné na jejich zdech. Jeden z nich si posteskl: „Bylo to smutné: Řím bez papeže, Svatý rok bez bran otevřených hříšníkům nás zahanbovaly.“

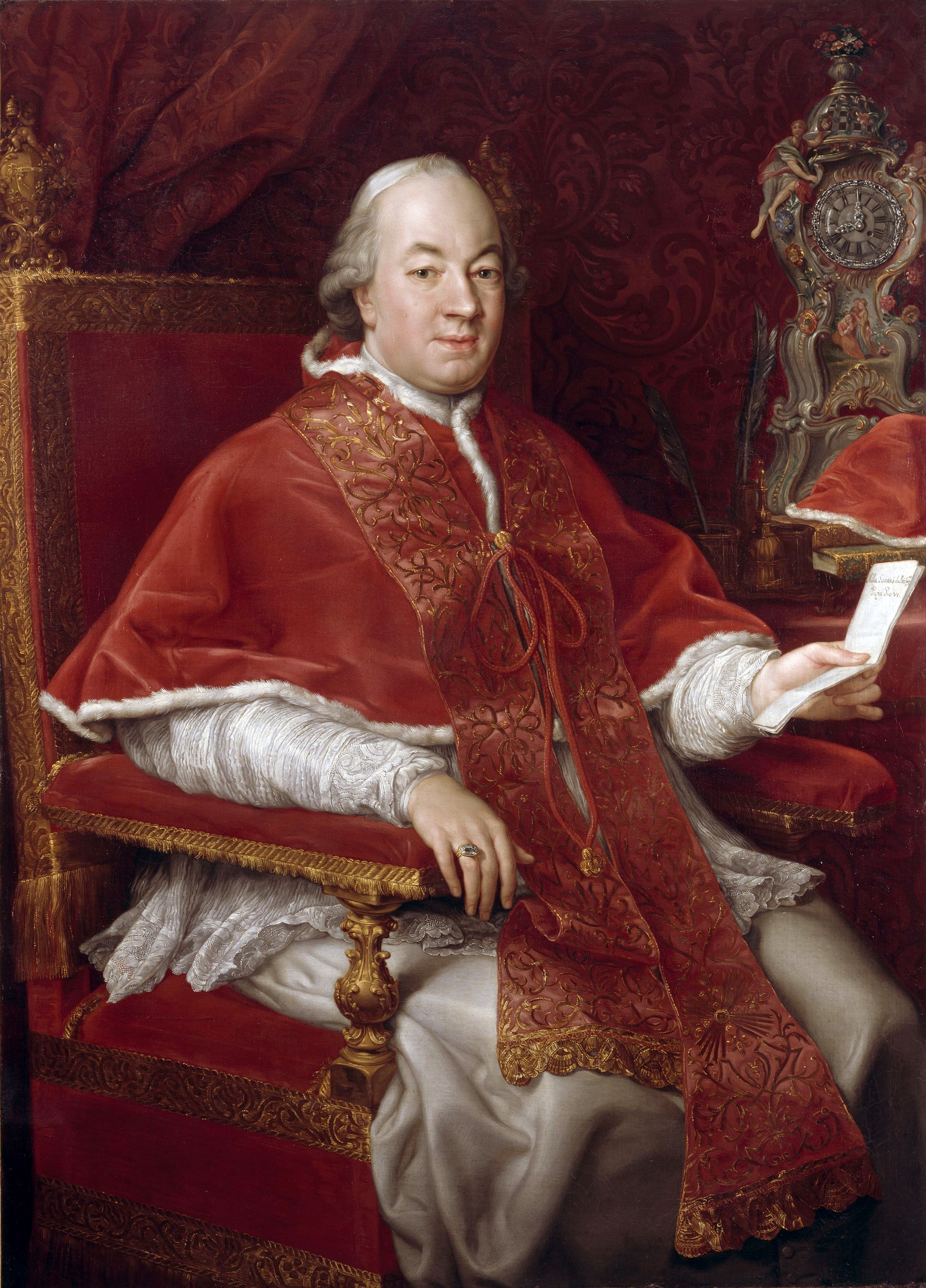
Papež Pius VI., který otevřel Svaté brány a zakončil Svatý rok 1775

### Nový papež
15. února 1775 byl zvolen papežem kardinál Giovanni Angelo Braschi a vybral si jméno Pius VI. Hned si získal sympatie římského lidu, neboť měl krásnou tvář a důstojné vystupování. Už 26. února dal otevřít Svaté brány. Jakási mladá dáma při pohledu na něho jen povzdechla: „Jak je krásný!“ Ale stará římská šlechtična stojící vedle ní poznamenala: „Jak je krásný, tak je svatý.“ Nikdo ovšem tehdy netušil, co bude muset vytrpět.
Poutníků bylo toho roku méně než kdykoliv předtím, zřejmě nábožensko-politickým vlivem doby. Bratrstvo Svaté Trojice jich pohostilo pouze 130 390, tedy ani ne polovinu jako během okázalých a slavných Svatých roků.
Tentokrát však upoutalo pozornost velké procesí východních biskupů a kněží, kteří do Říma připutovali z tak veliké dálky na důkaz jednoty církve shromážděné kolem nástupce svatého Petra. I v onom roce byl také Řím poprvé svědkem prvního veřejného osvětlení ulic lampióny. Nový papež dal vybavit nemocnice tehdy moderními lékařskými nástroji a léky dovezenými z Anglie, aby o zdraví poutníků bylo náležitě pečováno.
Z Německa a Rakouska přišli též zástupci významných šlechtických rodin, mezi nimi i rakouský arcivévoda Maxmilián, bratr císaře Josefa II., od něhož měl papež Pius VI. následující léta zakusit tolik příkoří. Na jejich počest pořádaly římské šlechtické rodiny ohňostroje a hostiny, jež jako by se už vymykaly duchu nové doby, jež se projevovala stále naléhavěji.

Pád Bastily od Jean-Pierre Houëla

### ZávěrSvatého roku
Poslední Svatý rok 18. století skončil klidně. Dobytím pařížské Bastily 14. července 1789 začala Velká francouzská revoluce, k níž události předchozího století byly jen jakoby předehrou. Ale přece i Svatý rok slavený v roce 1775 přinesl své ovoce. Jinak by nebylo třeba, aby si Jean le Rond d'Alembert ve své protikatolické nenávisti hořce stěžoval, že právě tento Svatý rok oddálil revoluci téměř o dvacet let, a aby Voltaire už téměř na prahu smrti prohlašoval: „Ještě jeden Svatý rok jako tenhle, a filozofie bude takto krásně odstavena.“

#### Studie a články
- Anni Santi (Gli). Torino: [s.n.], 1934. (italsky)
- BARGELLINI, Piero. L'Anno Santo nella storia, nella letteratura e nell’ arte. Florencie: [s.n.], [1974]. 318 s. (italsky)
- CASTELLI, Giulio. Gli Anni Santi. Il grande perdono. Rocca S. Casciano: [s.n.], 1949. (italsky)
- CECCHETTI, I. The Sublime City. Washington – Řím: Frediani G, 1950. (anglicky)
- CECCHETTI, I. Roma nobilis. L’idea, la missione, le memoria. Il destino di Roma. Řím: Cechetti I., 1950. (italsky)
- Storia e typografia dell’ Anno Santo. Vatikán: Comitato centrale per l’Anno Santo, 1974. (italsky)
- DE BLASI, Jolanda. Giubileo. Racconto di sei secoli e mezzo (1300–1950). Florencie: Del Turco Ed., 1950. 624 s. (italsky)
- DI MEGLIO, S. Breve storia dell’Anno Santo. Siena: [s.n.], 1973. (italsky)
- DUMEIGE, G. L’accueil de Rome aux pelegrins du Jubilé de 1575 (přednáška v Centre d’Études saint Louis de France, 10. prosince 1974). [s.l.]: [s.n.] (francouzsky)
- DVPRÉ THESEIDER, E. Roma dal Comune del popolo alla Signoria pontificia (1252–1377). [s.l.]: [s.n.], 1952. (italsky)
- FRUGONI, A. La devozione dei Bianchi del 1399. In:  L’attesa dell’età nuova nella spiritualità della fine del medio evo. [s.l.]: Todi, 1962. S. 232–248. (italsky)
- GALUZZI, A. Gli Anni Santi nell’età moderna, v: Schede di storia della Chiesa nell’età moderna. Řím: [s.n.], 1994–19952. S. 265–324. (italsky)
- GORDINI, G. D. Storie dei pellegrini, di briganti e di anni santi, (Chiesa sotto inchiesta, 3). Torino: [s.n.], [1974]. (italsky)
- MARONI LOMBROSO, M; MARTINI, A. Le confraternite romane nelle loro Chiese. Řím: [s.n.], 1963. (italsky)
- MARTIRE, E. Santi e Birboni. Luci ed ombre nella storia dei giubilei. Milano: [s.n.], 1950. (italsky)
- MELIS, F. Movimenti di popoli e motivi economici nel giubileo del 1400; v: Miscellanea Gilles Gerard Meerseman, I,. Padova: [s.n.], 1970. S. 343–367. (italsky)
- Mostra documentaria degli Anni Santi (1300–1975). Vatikán: [s.n.], 1975. (italsky)
- PASTOR, L., von. Storia dei papi dalla fine del medio evo ..., 20 sv.. 1950–1963 (fototypické vyd. 1971). vyd. Řím: [s.n.] (italsky)
- POLC, Jaroslav Václav. De origine festi Visitazione. Řím: (Coronas Lateranensis, 9A), 1967. (italsky)
- POLC, Jaroslav Václav. La festa della Visitazione e il Giubileo del 1390. Rivista di storia della Chiesa in Italia 29. 1975, s. 149–172. (italsky)
- SCHMIDT, H. Bullarium Anni Sancti. Řím: [s.n.], 1949. (latinsky)
- SECRET, F. Le „Tractatus de anno Jubilaei de Lazaro da Viterbo. Grégoire XIII e la Kabbale chrétiénne, Rinascimento“, serie II., 6. 1966, s. 305–333. (italsky)
- Storia e topografia dell’Anno Santo. Vatikán: Comitato centrale per l’Anno Santo, 1974. (italsky)

#### Periodika
- Acta Sanctae Sedis (–1904). Acta Apostolicae Sedis. (–1904). (latinsky)
- Anno Santo, Řím. 1973–1975. (italsky)
- Civiltà Cattolica (La), Řím (italsky)
- Jubilaeum. Ephemerides Anni Sancti, Città del Vaticano. [1974/1975].
- Nový život, Řím
- L'Osservatore Romano, Città del Vaticano (italsky)